# Beja (Portugal)
Pour les articles homonymes, voir Beja et Baja.
Beja est une municipalité et ville du Portugal, capitale du district de Beja, dans la région de l'Alentejo et la sous-région du Bas Alentejo.
Elle coiffe une éminence du vaste plateau de l'Alentejo sur la ligne de partage des eaux entre les bassins du Sado à l'ouest et du Guadiana à l'est.

## Géographie
C'est l'une des plus grandes municipalités du Portugal, avec plus de 1 140,21 km2 de superficie.
La municipalité est limitée :
- au nord par celles de Cuba et Vidigueira,
- à l'est par Serpa,
- au sud par Mértola et Castro Verde,
- à l'ouest par Aljustrel et Ferreira do Alentejo.

### Climat
Situé dans l'intérieur du Portugal, Beja bénéficie d'un climat méditerranéen très chaud et sec l'été, et doux et humide l'hiver. L'amplitude de température annuelle est assez importante. L'été, les températures peuvent dépasser 40 °C dans la ville et l'hiver, elles peuvent descendre à 0 °C au plus froid. La région de l'Alentejo est la plus chaude du Portugal.
| Mois                              | jan. | fév. | mars | avril | mai  | juin | jui. | août | sep. | oct. | nov. | déc. |
| --------------------------------- | ---- | ---- | ---- | ----- | ---- | ---- | ---- | ---- | ---- | ---- | ---- | ---- |
| Température minimale moyenne (°C) | 5,3  | 6    | 7    | 8,2   | 10,4 | 13,4 | 15,6 | 15,9 | 15,1 | 12,3 | 8,9  | 6,8  |
| Température maximale moyenne (°C) | 13,9 | 15,3 | 18,3 | 19,8  | 23,4 | 28,7 | 32,8 | 32,6 | 29,3 | 23,2 | 18   | 14,7 |

## Histoire
Située sur une éminence de 277 mètres, commandant une position stratégique dans les plaines du Bas Alentejo, Beja a été une place importante du peuple lusitanien. Les ruines romaines de Pisôes sont une site archéologiques d'une grande villa romaine avec ses thermes.
La ville a été nommée Pax Julia par Jules César en l'an 48 av. J.-C., en l'honneur de la paix qu'il conclut avec les Lusitaniens. Durant le règne d'Auguste, son nom devint Pax Augusta.
Après la conquête de la région par les Wisigoths, la ville est appelée Paca, on a d'ailleurs exhumé la sépulture d’un guerrier « germanique » appartenant au « groupe d'Untersiebenbrunn », expression qui s'emploie à propos des tombes de guerriers essentiellement réparties au nord et à l'est de l'Europe (France, Allemagne, Autriche) dont le mobilier archéologique est mixte (romain, germanique et alano-sarmate).
La ville fut le siège d'un évêché. Apringius (milieu du VIe siècle) en est le premier évêque connu. 
Elle est ensuite envahie par les armées omeyyades en 713. À la mort du dernier calife de Cordoue en 1031, Beja devint une Taïfa, une principauté musulmane indépendante. En 1144, le gouverneur de Beja, Sidray ibn Wazir, doit faire face à une rébellion orchestrée par Abul-Qasim Ahmad ibn al-Husayn al-Quasi. En 1150, la ville est prise par les Almohades, puis par l'armée du roi Alphonse Ier, à nouveau par les Almohades en 1175, et définitivement conquise par le roi Sanche II en 1234.
Toutes ces guerres avaient décimé la population, et c'est seulement en 1521 que Beja retrouvera le statut de cité. La ville sera à nouveau attaquée et occupée lors de la Guerre de restauration opposant les Portugais aux Espagnols (1640-1667). Elle retrouve son évêché en 1770.
En 1808, les troupes napoléoniennes du général Junot y commettent un massacre sur la population civile.
Peuplée de 35 854 habitants en 2011, elle est subdivisée en 18 freguesias (paroisses civiles).

## Économie
Les principales sources de revenus sont les services, le commerce et l'agriculture, auparavant la culture du blé se distinguait, actuellement les oliveraies et les vignobles sont développés. La ville n’est pas très industrialisée, mais elle a beaucoup de potentiel pour le devenir.

## Monuments
Une grande partie du mur de la ville est conservée autour du centre historique. La Porta de Mértola se trouve au sud et la Porta de Aljustrel se trouve à l'ouest du centre. Quelques vieilles tours de défense du Moyen Âge sont conservées.
Le couvent Notre-Dame de la Conception (Convento Nossa Senhora da Conceição) fut construit de 1459 à 1509. Le couvent abrite le musée régional Museu Rainha Dona Leonor.
La cathédrale, construite vers la fin du XVIe siècle, se trouve à côté du château au nord du centre historique de la ville. La tour (Torre de Menagem) du château (40 m), construite en 1272, est la marque distinctive de Beja.
La petite église Igreja de Santo Amaro, construite pendant l'époque des Wisigoths, est une des églises les plus anciennes de Portugal. L'église abrite le musée Núcleo Visigótico do Museu Regional.
Le Jardim Gago Coutinho e Sacadura Cabral, fondé en 1877, avec une pergola, un pavillon, plusieurs monuments et quelques fontaines, est le parc le plus important de la ville. Le parc avec une superficie de 2 hectares abrite 32 espèces différentes d'arbres.

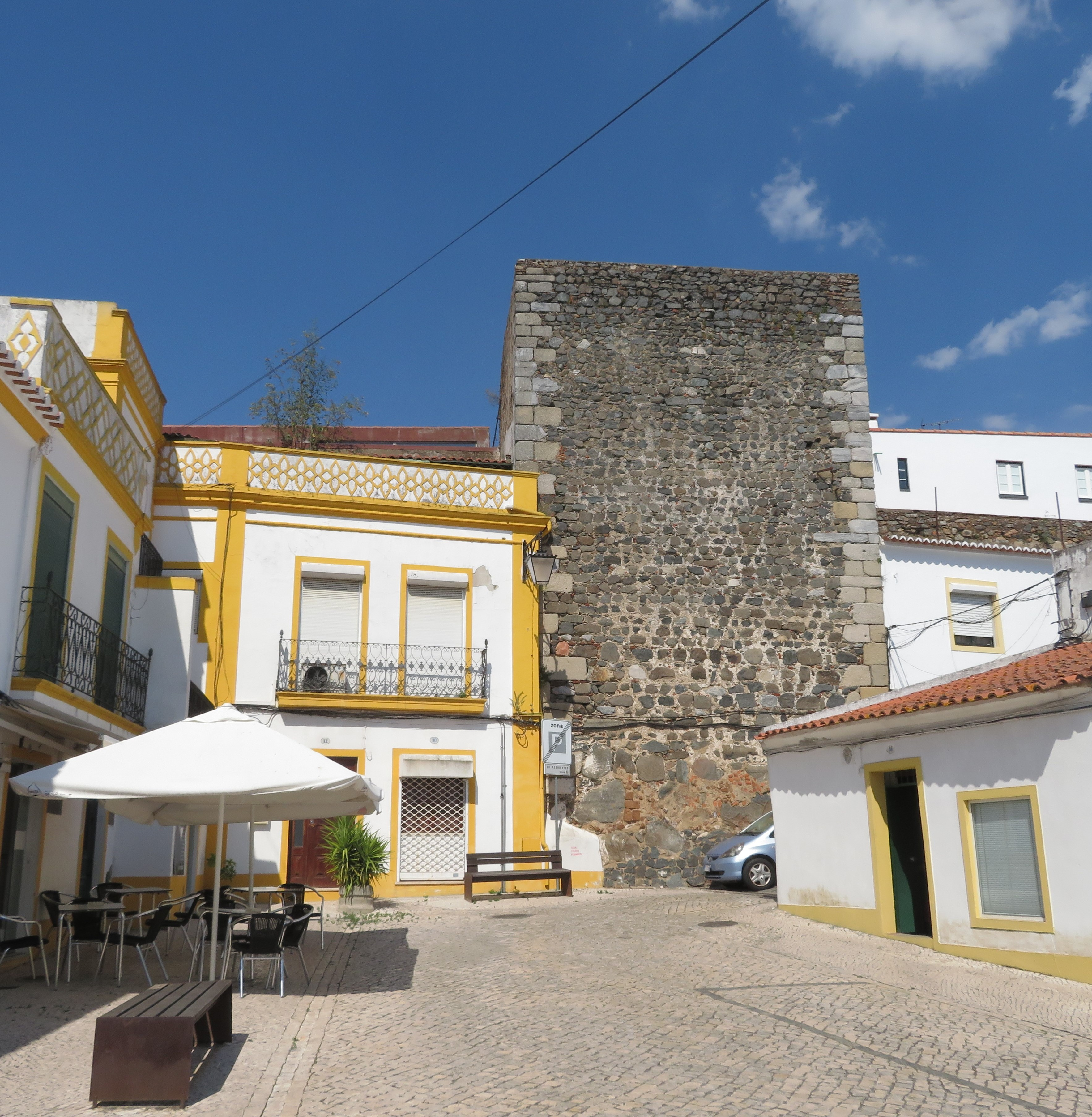
Porte médiévale Porta de Aljustrel.
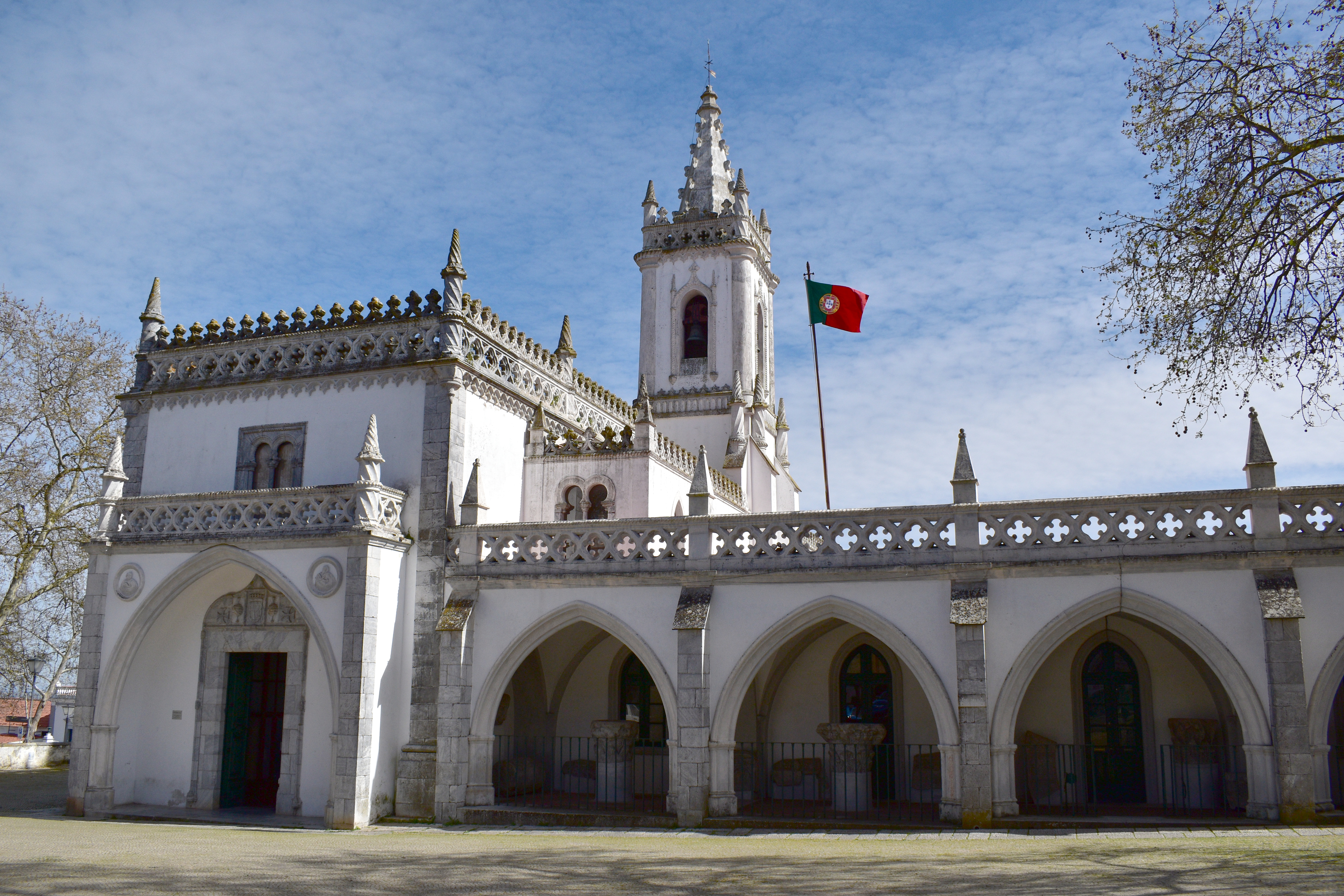
Musée Rainha Dona Leonor (pt).
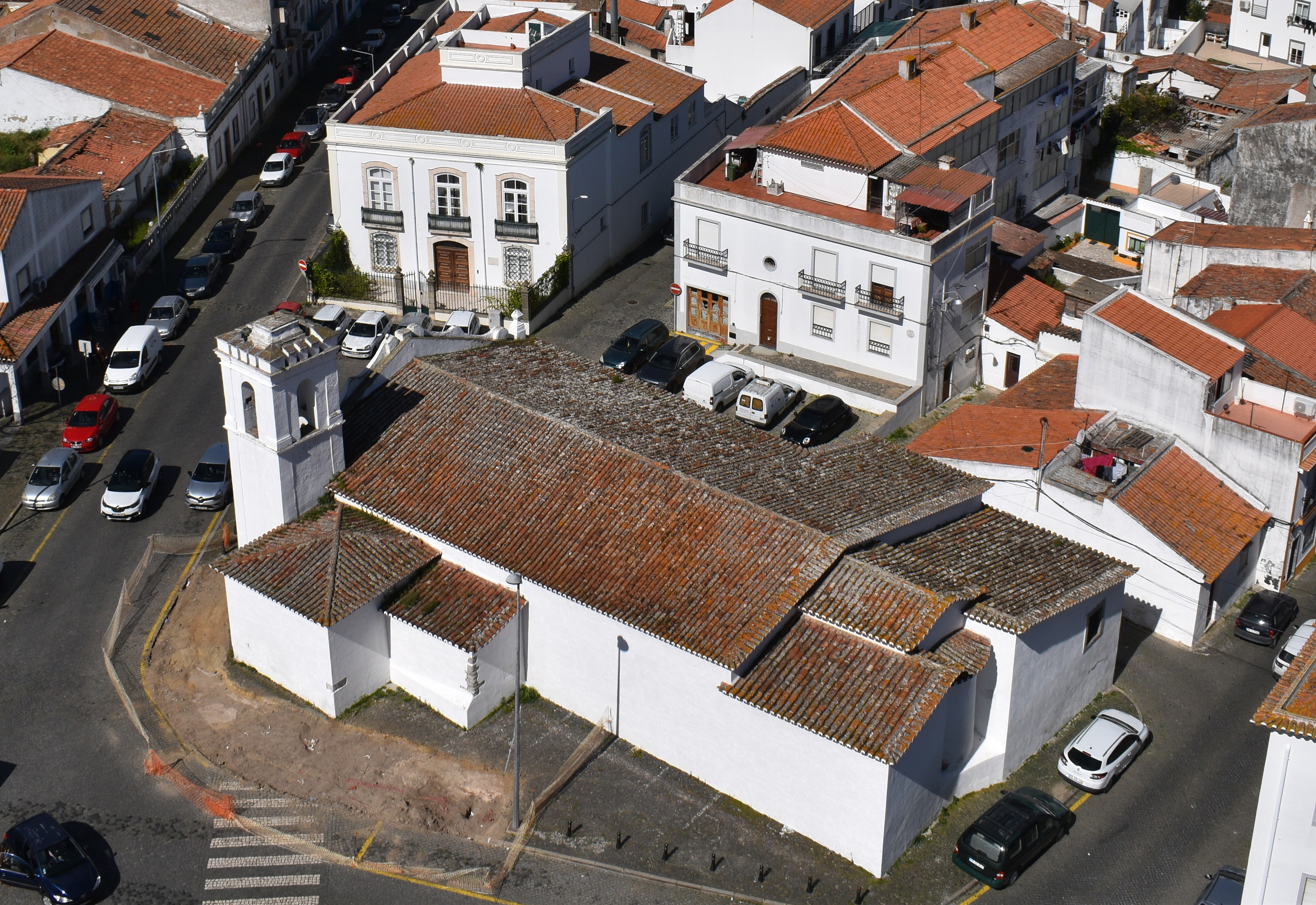
Église Santo Amaro.
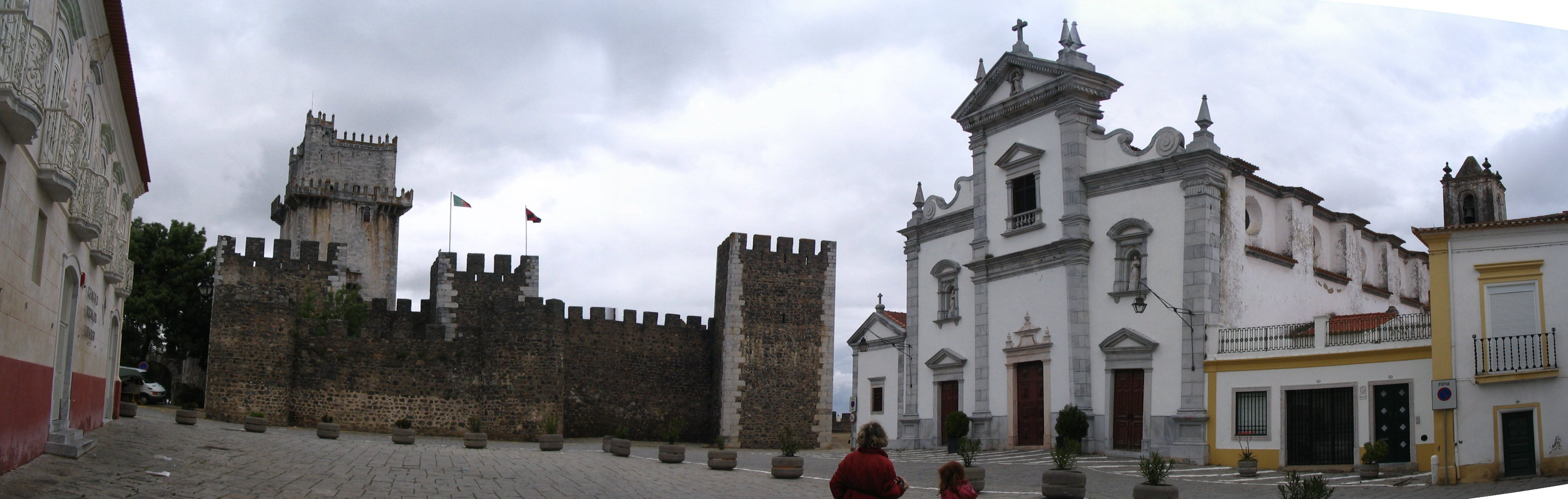
Cathédrale et château de Beja.

## Administration
Depuis 2017, le maire est Paulo Arsénio (PS).

## Démographie
| 1801   | 1849   | 1900   | 1930   | 1960   | 1981   | 1991   | 2001   | 2004   |
| ------ | ------ | ------ | ------ | ------ | ------ | ------ | ------ | ------ |
| 14 971 | 14 824 | 25 382 | 37 143 | 43 119 | 38 246 | 35 827 | 35 762 | 34 970 |

| 2011   | 2021   | - | - | - | - | - | - | - |
| ------ | ------ | - | - | - | - | - | - | - |
| 35 854 | 33 401 | - | - | - | - | - | - | - |

## Subdivisions

Carte des paroisses de Beja.

Depuis la loi no 11-A/2013 du 28 janvier 2013, portant réorganisation administrative du territoire des freguesias, la municipalité de Beja est subdivisée en 12 paroisses civiles (freguesia en portugais) contre 18 auparavant :
- Albernoa e Trindade (fusion d'Albernoa et Trindade)
- Baleizão
- Beja (Salvador e Santa Maria da Feira) (fusion de Beja (Salvador) et Beja (Santa Maria da Feira))
- Beja (Santiago Maior e São João Baptista) (fusion de Beja (Santiago Maior) et Beja (São João Baptista))
- Beringel
- Cabeça Gorda
- Nossa Senhora das Neves
- Salvada e Quintos (fusion de Salvada et Quintos)
- Santa Clara de Louredo
- Santa Vitória e Mombeja (fusion de Santa Vitória et Mombeja)
- São Matias
- Trigaches e São Brissos (fusion de Trigaches et São Brissos)

## Ville natale
Beja est la ville natale de :
- Ana Cabecinha (1984-), athlète ;
- Catarina Eufémia née en 1938, ouvrière assassinée le 19 mai 1954 ;
- André de Gouveia (1497-1548), humaniste ;
- Tomás António Garcia Rosado (1854-1937), général portugais pendant la Première Guerre mondiale en France ;
- António Zambujo (1975-), chanteur de fado.

## Jumelage
- Béja (Tunisie)